# Noxubee County
Das Noxubee County ist ein County im US-Bundesstaat Mississippi. Das U.S. Census Bureau hat bei der Volkszählung 2020 eine Einwohnerzahl von 10.285 ermittelt.
Der Verwaltungssitz (County Seat) ist Macon, das nach der gleichnamigen Stadt in Georgia benannt wurde.

## Geographie
Das County liegt nordöstlich des geografischen Zentrums von Mississippi, grenzt im Osten an Alabama und hat eine Fläche von 1813 Quadratkilometern, wovon 14 Quadratkilometer Wasserfläche sind. Es grenzt an folgende Countys:
| Oktibbeha County | Lowndes County |                          |
| Winston County   |                | Pickens County (Alabama) |
|                  | Kemper County  | Sumter County (Alabama)  |

## Geschichte
Das Noxubee County wurde am 25. Februar 1836 aus Teilen des Choctaw-Landes gebildet. Benannt wurde es nach dem in dieser Gegend fließenden Noxubee River.
Ein Ort hat den Status einer National Historic Landmark, die Dancing Rabbit Creek Treaty Site. 13 Bauwerke und Stätten des Countys sind insgesamt im National Register of Historic Places eingetragen (Stand 2. Februar 2018).

## Demografische Daten

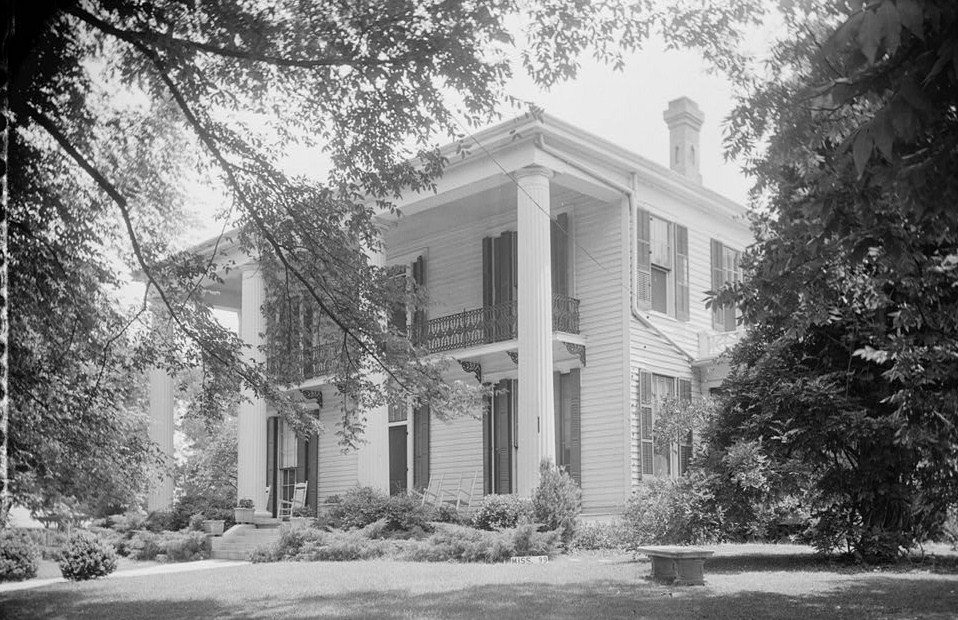
Das Yates-Flora House, gelistet im NRHP

Nach der Volkszählung im Jahr 2000 lebten im Noxubee County 12.548 Menschen in 4470 Haushalten und 3222 Familien. Die Bevölkerungsdichte betrug 7 Personen pro Quadratkilometer. Ethnisch betrachtet setzte sich die Bevölkerung zusammen aus 69,30 Prozent Afroamerikanern, 29,49 Prozent Weißen und 0,11 Prozent amerikanischen Ureinwohnern; 0,58 Prozent stammten von zwei oder mehr Ethnien ab. 1,12 Prozent der Bevölkerung waren spanischer oder lateinamerikanischer Abstammung, die verschiedenen der genannten Gruppen angehörten.
Von den 4470 Haushalten hatten 35,8 Prozent Kinder unter 18 Jahren, die mit ihnen lebten. 43,0 Prozent waren verheiratete, zusammenlebende Paare, 24,7 Prozent waren allein erziehende Mütter und 27,9 Prozent waren keine Familien. 25,9 Prozent aller Haushalte waren Singlehaushalte und in 11,5 Prozent lebten Menschen im Alter von 65 Jahren oder darüber. Die durchschnittliche Haushaltsgröße lag bei 2,77 und die durchschnittliche Familiengröße bei 3,36 Personen.
30,7 Prozent der Bevölkerung war unter 18 Jahre alt, 10,3 Prozent zwischen 18 und 24, 26,7 Prozent zwischen 25 und 44, 19,5 Prozent zwischen 45 und 64 Jahre alt und 12,8 Prozent waren 65 Jahre oder älter. Das Durchschnittsalter betrug 32 Jahre. Auf 100 weibliche kamen statistisch 90,5 männliche Personen und auf 100 Frauen im Alter von 18 Jahren oder darüber kamen 84,6 Männer.

Das durchschnittliche Einkommen eines Haushaltes betrug 22.330 USD, das einer Familie 27.312 USD. Männer hatten ein durchschnittliches Einkommen von 25.008 USD, Frauen 17.636 USD. Das Prokopfeinkommen lag bei 12.018 USD. Etwa 29,2 Prozent der Familien und 32,8 Prozent der Bevölkerung lebten unterhalb der Armutsgrenze.

## Städte und Gemeinden
| - Bigbee Valley - Brooksville - Gholson - Macon | - Mashulaville - Paulette - Prairie Point - Shuqualak |